# Morutsha
Morutsha is een dorp in het district North-West in Botswana. De plaats telt 61 inwoners (2011).